# Coupe Banque Nationale 2016 - Qualificazioni singolare
Le qualificazioni del singolare femminile del Coupe Banque Nationale 2016 sono state un torneo di tennis preliminare per accedere alla fase finale della manifestazione. Le vincitrici dell'ultimo turno sono entrate di diritto nel tabellone principale. In caso di ritiro di una o più giocatrici aventi diritto a queste sono subentrati le lucky loser, ossia le giocatrici che hanno perso nell'ultimo turno ma che avevano una classifica più alta rispetto alle altre partecipanti che avevano comunque perso nel turno finale.

## Teste di serie
1. Lauren Davis (qualificata)
2. Amandine Hesse (qualificata)
3. Barbora Štefková (ultimo turno, Lucky loser)
4. Lucie Hradecká (ultimo turno)
5. Jovana Jakšić (ultimo turno)
6. Aleksandra Panova (ultimo turno)

1. Mayo Hibi (ultimo turno)
2. Robin Anderson (primo turno)
3. Paula Kania (ultimo turno)
4. Sesil Karatantcheva (primo turno)
5. Jamie Loeb (qualificata)
6. Tereza Martincová (qualificata)

## Qualificate
1. Lauren Davis
2. Amandine Hesse
3. Barbora Krejčíková

1. Jamie Loeb
2. Danielle Lao
3. Tereza Martincová

### Lucky loser
1. Barbora Štefková

## Tabellone

### Legenda
| - Q = Qualificato - WC = Wild card - LL = Lucky loser | - ALT = Alternate - SE = Special Exempt - PR = Protected Ranking | - w/o = Walkover - r = Ritirato - d = Squalificato |

### Sezione 1
|  | Primo turno | Primo turno    | Primo turno    | Primo turno | Primo turno |  |  | Ultimo turno | Ultimo turno | Ultimo turno | Ultimo turno | Ultimo turno |  |
|  |             |                |                |             |             |  |  |              |              |              |              |              |  |
|  | 1           | Lauren Davis   | Lauren Davis   | 6           | 6           |  |  |              |              |              |              |              |  |
|  |             | Marie Bouzková | Marie Bouzková | 4           | 3           |  |  | 1            | Lauren Davis | Lauren Davis | 6            | 6            |  |
|  |             | Sanaz Marand   | 6              | 3           | 3           |  |  | 7            | Mayo Hibi    | Mayo Hibi    | 1            | 3            |  |
|  | 7           | Mayo Hibi      | 3              | 6           | 6           |  |  |              |              |              |              |              |  |

### Sezione 2
|  | Primo turno | Primo turno       | Primo turno       | Primo turno | Primo turno |  |  | Ultimo turno | Ultimo turno   | Ultimo turno | Ultimo turno | Ultimo turno |  |
|  |             |                   |                   |             |             |  |  |              |                |              |              |              |  |
|  | 2           | Amandine Hesse    | Amandine Hesse    | 6           | 7           |  |  |              |                |              |              |              |  |
|  | WC          | Elena Bovina      | Elena Bovina      | 4           | 63          |  |  | 2            | Amandine Hesse | 2            | 6            | 7            |  |
|  |             | Andrea Hlaváčková | Andrea Hlaváčková | 4           | 1           |  |  | 9            | Paula Kania    | 6            | 4            | 5            |  |
|  | 9           | Paula Kania       | Paula Kania       | 6           | 6           |  |  |              |                |              |              |              |  |

### Sezione 3
|  | Primo turno | Primo turno        | Primo turno        | Primo turno | Primo turno |  |  | Ultimo turno | Ultimo turno       | Ultimo turno       | Ultimo turno | Ultimo turno |  |
|  |             |                    |                    |             |             |  |  |              |                    |                    |              |              |  |
|  | 3           | Barbora Štefková   | Barbora Štefková   | 6           | 6           |  |  |              |                    |                    |              |              |  |
|  | WC          | Catherine Leduc    | Catherine Leduc    | 1           | 4           |  |  | 3            | Barbora Štefková   | Barbora Štefková   | 4            | 1            |  |
|  |             | Barbora Krejčíková | Barbora Krejčíková | 6           | 6           |  |  |              | Barbora Krejčíková | Barbora Krejčíková | 6            | 6            |  |
|  | 8           | Robin Anderson     | Robin Anderson     | 3           | 2           |  |  |              |                    |                    |              |              |  |

### Sezione 4
|  | Primo turno | Primo turno       | Primo turno | Primo turno | Primo turno |  |  | Ultimo turno | Ultimo turno   | Ultimo turno   | Ultimo turno | Ultimo turno |  |
|  |             |                   |             |             |             |  |  |              |                |                |              |              |  |
|  | 4           | Lucie Hradecká    | 6           | 6           | 6           |  |  |              |                |                |              |              |  |
|  |             | Ana Sofía Sánchez | 2           | 7           | 3           |  |  | 4            | Lucie Hradecká | Lucie Hradecká | 4            | 4            |  |
|  |             | Jennifer Elie     | 3           | 6           | 4           |  |  | 11           | Jamie Loeb     | Jamie Loeb     | 6            | 6            |  |
|  | 11          | Jamie Loeb        | 6           | 1           | 6           |  |  |              |                |                |              |              |  |

### Sezione 5
|  | Primo turno | Primo turno       | Primo turno     | Primo turno | Primo turno |  |  | Ultimo turno | Ultimo turno  | Ultimo turno  | Ultimo turno | Ultimo turno |  |
|  |             |                   |                 |             |             |  |  |              |               |               |              |              |  |
|  | 5           | Jovana Jakšić     | Jovana Jakšić   | 6           | 6           |  |  |              |               |               |              |              |  |
|  | WC          | Mireille Moreau   | Mireille Moreau | 1           | 1           |  |  | 5            | Jovana Jakšić | Jovana Jakšić | 2            | 64           |  |
|  |             | Danielle Lao      | 2               | 6           | 6           |  |  |              | Danielle Lao  | Danielle Lao  | 6            | 7            |  |
|  | 10          | Sesil Karatančeva | 6               | 2           | 2           |  |  |              |               |               |              |              |  |

### Sezione 6
|  | Primo turno | Primo turno                  | Primo turno                  | Primo turno | Primo turno |  |  | Ultimo turno | Ultimo turno      | Ultimo turno      | Ultimo turno | Ultimo turno |  |
|  |             |                              |                              |             |             |  |  |              |                   |                   |              |              |  |
|  | 6           | Aleksandra Panova            | Aleksandra Panova            | 7           | 6           |  |  |              |                   |                   |              |              |  |
|  |             | Maria Sanchez                | Maria Sanchez                | 65          | 2           |  |  | 6            | Aleksandra Panova | Aleksandra Panova | 62           | 64           |  |
|  | WC          | Charlotte Robillard-Millette | Charlotte Robillard-Millette | 4           | 1           |  |  | 12           | Tereza Martincová | Tereza Martincová | 7            | 7            |  |
|  | 12          | Tereza Martincová            | Tereza Martincová            | 6           | 6           |  |  |              |                   |                   |              |              |  |